# Franchu
Franchu, pseudonimo di Francisco Feuillassier Abalo (Mar del Plata, 12 maggio 1998), è un calciatore argentino, attaccante del Karmiōtissa.

## Carriera
Nato a Mar del Plata, si è unito al settore giovanile del Real Madrid nel marzo del 2009, all'età di 10 anni, dopo gli inizi nel Cadetes de San Martín. Rimasto senza squadra nel 2011, nei cinque anni successivi ha giocato nelle giovanili del Rayo Vallecano, prima di fare ritorno ai Blancos nel luglio del 2016.
Il 3 settembre 2016 ha esordito con la squadra riserve del Real, disputando l'incontro vinto per 3-2 contro l'Amorebieta in Segunda División B, subentrando a Sergio Díaz. Promosso definitivamente nella formazione Castilla al termine della stagione 2017-2018, inizia a giocare con maggior regolarità sotto la guida di Santiago Solari.
Il 26 ottobre 2017 ha esordito in prima squadra, subentrando ad Achraf Hakimi nell'incontro vinto per 2-0 contro il Fuenlabrada in Coppa del Re; successivamente disputa anche la partita di ritorno, giocando per 60 minuti nell'incontro pareggiato per 2-2 allo Stadio Santiago Bernabéu. Il 7 aprile successivo ha realizzato le sue reti fra i professionisti, siglando una doppietta con il Castilla nell'incontro vinto per 4-2 contro il Cerceda.
L'8 settembre 2020 viene ceduto in prestito per una stagione al Fuenlabrada in Segunda División. Il 13 settembre ha esordito in campionato, subentrando a Mikel Iribas nell'incontro vinto per 2-0 contro il Lugo. Realizza il suo primo gol in campionato il 17 ottobre nell'incontro pareggiato per 1-1 contro l'FC Cartagena.
Il 9 luglio 2021 si trasferisce a parametro zero all'Eibar, firmando un contratto triennale. Il 28 luglio 2022, a causa dello scarso impiego (8 presenze in campionato), passa in prestito all'FC Cartagena.

## Statistiche

### Presenze e reti nei club
Statistiche aggiornate all'8 dicembre 2022.
| Stagione                | Squadra                 | Campionato              | Campionato | Campionato | Coppe nazionali | Coppe nazionali | Coppe nazionali | Coppe continentali | Coppe continentali | Coppe continentali | Altre coppe | Altre coppe | Altre coppe | Totale | Totale |
| Stagione                | Squadra                 | Comp                    | Pres       | Reti       | Comp            | Pres            | Reti            | Comp               | Pres               | Reti               | Comp        | Pres        | Reti        | Pres   | Reti   |
| ----------------------- | ----------------------- | ----------------------- | ---------- | ---------- | --------------- | --------------- | --------------- | ------------------ | ------------------ | ------------------ | ----------- | ----------- | ----------- | ------ | ------ |
| 2016-2017               | Real M. Castilla        | SDB                     | 1          | 0          |                 | -               | -               |                    | -                  | -                  |             | -           | -           | 1      | 0      |
| 2017-2018               | Real M. Castilla        | SDB                     | 32         | 2          |                 | -               | -               |                    | -                  | -                  |             | -           | -           | 32     | 2      |
| 2018-2019               | Real M. Castilla        | SDB                     | 13         | 3          |                 | -               | -               |                    | -                  | -                  |             | -           | -           | 13     | 3      |
| 2019-2020               | Real M. Castilla        | SDB                     | 15         | 1          |                 | -               | -               |                    | -                  | -                  |             | -           | -           | 15     | 1      |
| Totale Real M. Castilla | Totale Real M. Castilla | Totale Real M. Castilla | 61         | 6          |                 | -               | -               |                    | -                  | -                  |             | -           | -           | 61     | 6      |
| 2017-2018               | Real Madrid             | PD                      | -          | -          | CR              | 2               | 0               | UCL                | -                  | -                  | SS+SU+Cmc   | -           | -           | 2      | 0      |
| 2020-2021               | Fuenlabrada             | SD                      | 32         | 1          | CR              | 2               | 0               |                    | -                  | -                  |             | -           | -           | 34     | 1      |
| 2021-2022               | Eibar                   | SD                      | 8          | 0          | CR              | 0               | 0               |                    | -                  | -                  |             | -           | -           | 8      | 0      |
| 2022-2023               | FC Cartagena            | SD                      | 10         | 0          | CR              | 0               | 0               |                    | -                  | -                  |             | -           | -           | 10     | 0      |
| Totale carriera         | Totale carriera         | Totale carriera         | 111        | 7          |                 | 4               | 0               |                    | -                  | -                  |             | -           | -           | 115    | 7      |